# 常用漢字
常用漢字（日语：／ Jōyō kanji */?，發音：[dʑoːjoːkaꜜɲdʑi] ⓘ）是日本文部科學省文化審議会國語分科會公布的現代日語漢字标准，是「法令、公文、报纸、杂志、广播等一般日常社会生活场合中，用汉字书写、表记现代国语的依据」。現行的《常用漢字表》於平成22年（2010年）11月30日以平成22年内閣告示第2號發布，共2136字、4388音訓，構成了現代日本所用的漢字基礎。
與已廢止的《當用漢字表》不同，《常用漢字表》相對來講恢復了使用，目的是規範而非限制漢字用法，不是強制。常用漢字外亦有可用于人名的人名用漢字。

## 歷史

### 1981年制定時
1946年（昭和21年），国語審議會公布《當用漢字表》1850字，作為廢除漢字的過渡。1981年（昭和56年）10月1日，昭和56年内閣告示第1號發布《常用漢字表》，《當用漢字表》同時廢止。
《常用漢字表》共收1945字、4087音訓（2187音、1900訓），基於當用漢字並新增了95漢字。以下是常用漢字與當用漢字的差異：
追加漢字（95字）

字體變更（1字）

追加音訓（8音訓）

刪除音訓（2訓）

附表追加（4詞）

### 2010年改定
日本文化審議会於2010年6月7日發布《改定常用漢字表》（2136字、4388音訓［2352音、2036訓］），同年2010年11月30日追加196個新的常用漢字，並刪除5個漢字，合計共2136字，以平成22年内閣告示第2号《常用漢字表》發布，同時昭和56年内閣告示第1号的舊《常用漢字表》（1945字、4087音訓［2187音、1900訓］）宣布廢除。
為了漢字字形穩定、標準化，避免表外漢字一收入常用漢字就要類推簡化為新字體的情況，新常用漢字大多採用了康熙字典體（舊字體）。
電腦的普及是增加常用漢字的原因之一，電腦和手機等信息工具的普及使複雜漢字變得易於使用。
追加漢字（196字）

刪除漢字（5字）

刪除的漢字同時收入新人名用漢字，人名中仍可使用。
追加音訓（29音訓）

變更音訓（1訓）

刪除音訓（3音訓）

附表追加的音訓（6詞）

附表變更的音訓（5詞）
 ：變更為。
：變更為。
：變更為。
：變更為。
：變更為。

## 使用时应遵守的法令
法令以仅使用常用汉字作为原则，不常用的汉字可用同义詞替代或改寫為平假名，或在该汉字首次出现时用假名注音（振假名）等方法灵活用字。
將用语換成同义詞的方式在第二次世界大戰后当用汉字制定初期较为常见，例如将改为（日語「藉」與「謝」皆音）。
改用平假名时可以机械替换，这种方式也曾广泛使用，但在同音异义的场合，或像类似（即中文「驻扎地」）的情况，仅將一部分換成平假名的话会令人感到非常不自然，而且有可能誤解為，因此这种方式逐渐淘汰。
仅在首次出现时用假名标注读音的方式，如，既遵循了常用汉字的使用原则，记述方式也非常自然，因此逐渐用于记述法令条文。进入平成年代后，经过口语化，日本的刑法、民事訴訟法等都用了这种方式。

## 字形問題
常用漢字頒佈後，全國中小學實施時，字形寫法時常成為爭論話題。不同老師或學童書寫同一字、同一老師或學童在不同時間書寫該字，都可能有細微差異，如的末筆是捺還是長點，的第三筆是橫還是點，下方從「ㄗ」還是「マ」，的第五筆是撇還是左點，的第二筆是否穿頭等。
因此，文化審議会国語分科会在2016年頒佈了《常用漢字表字體、字形的指導方針（報告）》（常用漢字表の字体・字形に関する指針（報告）），報告的編撰者對上述這些細微差異採取包容態度，認為它們都屬正確字形。
2019年4月，日本宣佈新年號為令和後，民間也有「令」字應怎樣寫的疑問。文化廳在面書官方帳號引用本報告內容，指出「令」字無論第三筆是橫還是點，下方從「ㄗ」還是「マ」，都是正確字形。